# マンドレイク
マンドレイク（Mandrake）、別名マンドラゴラ（Mandragora）は、ナス科マンドラゴラ属の植物。茎はなく、釣鐘状の花弁と橙黄色の果実をつける。
古くから薬草として用いられたが、魔術や錬金術の原料としても登場する。根茎が幾枝にも分かれ、個体によっては人型に似る。幻覚、幻聴を伴い時には死に至る神経毒が根に含まれる。
この植物のヘブライ語「ドゥダイーム」は「愛の植物」の意で、媚薬や不妊症の治癒薬とされ、『創世記』ではヤコブの妻ラケルにあてがわられる（ § 旧約聖書参照）。
掴もうとしてもひるむようにかわし、止めても人が引き抜けば致命的で、代わりに犬に繋いで引っ張らせて犠牲にする方法が、ローマ帝国時代のユダヤ人著述家フラウィウス・ヨセフス『ユダヤ戦記』に記載され、そこでは「バーラス」という産地（現・ヨルダンに所在する渓谷）の名で呼ばれる薬草だが、マンドレイクのことと解釈され、犬による採取法の記述や図像は、ドイツをはじめ中世ヨーロッパに広まった。
中世では、引き抜くと悲鳴を上げると脚色され、まともに聞いた人間は発狂して死んでしまうという伝説となっている。根茎の奇怪な形状と劇的な効能から、中世ヨーロッパを中心に、魔術や錬金術を元にした作品中に、悲鳴を上げる植物としてしばしば登場する。
ドイツ語では「アルラウン、アルラウネ」と称し（ § アルラウネ参照）、また、絞首刑者の男性がこぼした精液から生まれたという伝承にもとづきガルゲンメンライン（「絞首台の小さい人」）などと呼ばれる。
犬を用いた採取法は、中国宋代の周密 がイスラム教徒圏の慣習として伝えており、マンドラゴラとみなされる草は「押不蘆」と呼んでいるが、ペルシャ語「ヤブルー」の音写であろうとされる（ § 中国への伝搬）。

## 語釈
英語名の "mandrake" は、ラテン語 mandragoraに由来するが、原語では何ら関係ないものの、英語では "man" （人、男）や "draco/dragon/drake（竜）との関連づけが発生した。
フランス語の名称マン＝ド＝グロワール（main-de-gloire、"栄光の手")は、更に最たる民間語源の例と言われる（ § 栄光の手参照）。
ドイツ語では「アルラウン、アルラウネ」（Alraun, Alraune）と称する（ § アルラウネ、参照）。またマンドレイク人形は、ドイツでは「アルラウン・メンライン」（Alraun Männlein）、ベルギーではフランドル語で「マンドラゴア・マネケン」（mandragora manneken）、イタリアでは「マンドラゴラ・マスキオ」（mandragora maschio）などと呼ばれいずれも「～こびと」「～[小]男」を意味する。
ドイツは、マンドレイクの名が、「アルラウンヒェン」（Alraundrachen）など家の精霊（コボルト）の名に派生している。さらには「マンドラゴラ」が転訛したのがドラクという家の精霊の名称で、「ドラク」は「ドラゴン」とも混同されるが、ドイツのお手伝い精霊の伝承にも竜や火男の要素が混じっている。「アルラウン」も「ドラク」も「竜にちなむコボルト名」に『ドイツ俗信事典』（HdA）では分類されている:68), 71)（ § ドラク参照）。
ドイツでは絞首刑になった受刑者の男性がこぼした体液の場所に生えるという伝承から、ガルゲンメンライン（Galgenmännlein 、「絞首台の小さい人」）とも呼ばれる。アイスランド語のショーヴァロウト（thjofarót「盗賊の根」）も同じような由来である。
オランダ語でもピスディーフイェ （pisdiefje、「小便の小泥棒」）やピスドゥイヴェルイェ （pisduiveltje、「小便の小悪魔」）という別称があり、やはり盗賊の脳[漿]や、絞首刑者からこぼれた糞[尿]から生えるという伝承に基づいている。英語でもマンドレイクの別称に「ブレイン・シーフ」（brain thief）があるという。

## 分類学
マンドラゴラ属（別名: コイナス属）はリンネの『植物の種』(1753年) における Mandragora officinarum の記載と共に植物学上有効となった属である。
キュー植物園系のデータベース Plants of the World Online によれば、以下の4種が認められている。
- Mandragora autumnalis Bertol. - 地中海世界からイラン西部にかけて自生。和名:オータム・マンドレイク (マンドレイクとも)[17]
- Mandragora caulescens C.B.Clarke - ネパールから中国（四川省西部、雲南省北西部）、ビルマ北部にかけて自生。
- Mandragora officinarum L. - イタリア北部からバルカン半島北西部にかけて自生。和名:マンドレイク, マンドラゴラ (デヴィルズアップルとも)[17]
- Mandragora turcomanica Mizgir. - イラン北北東部からトルクメニスタン南部にかけて自生。

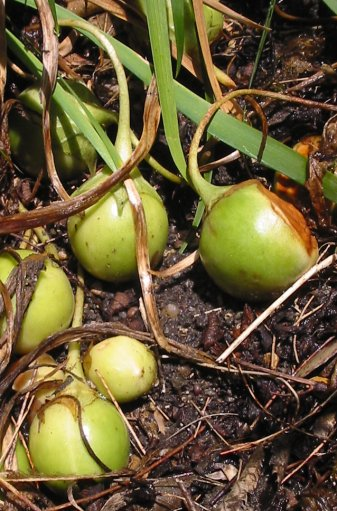
マンドレイクの実
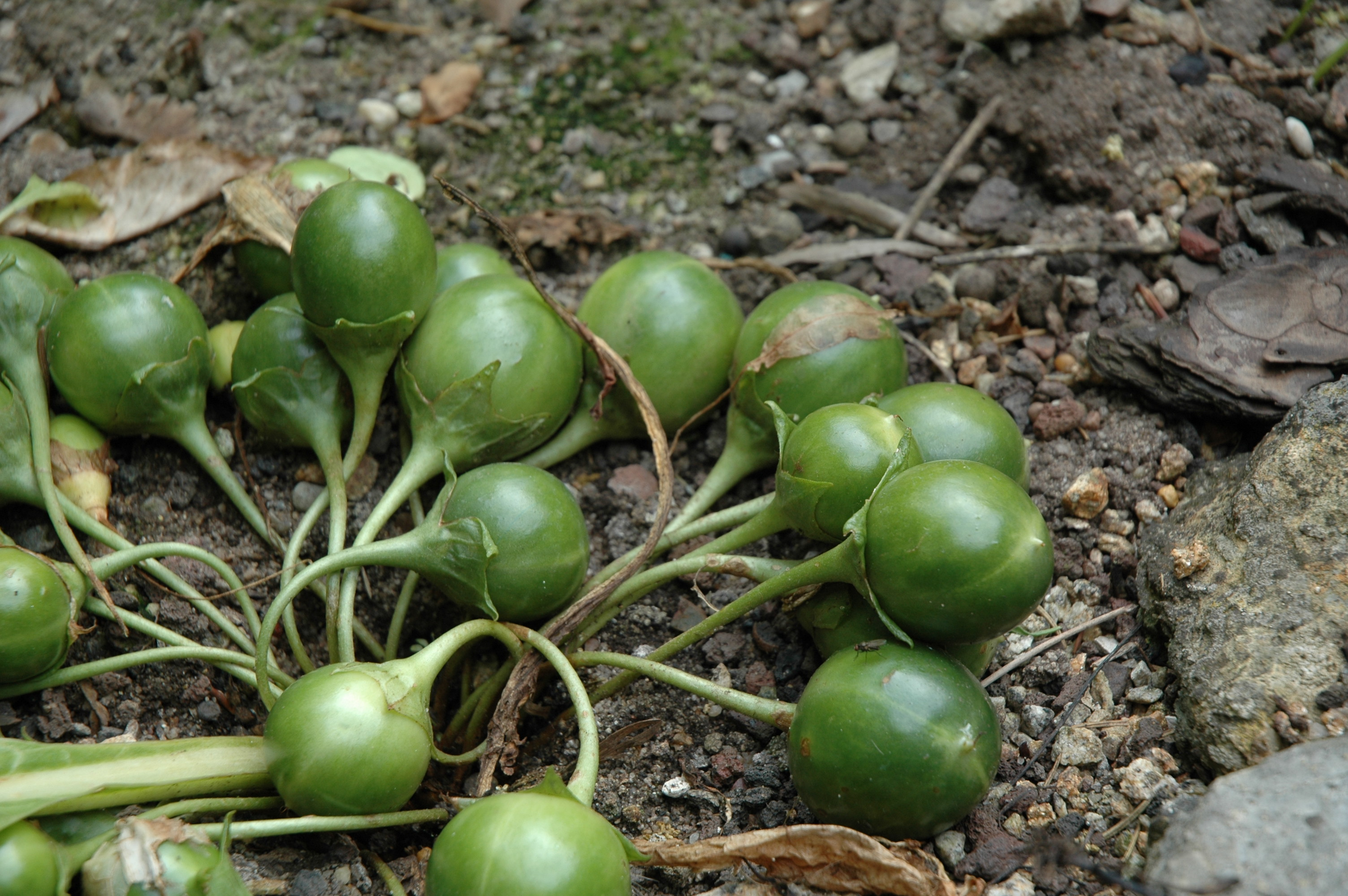
マンドレイクの実
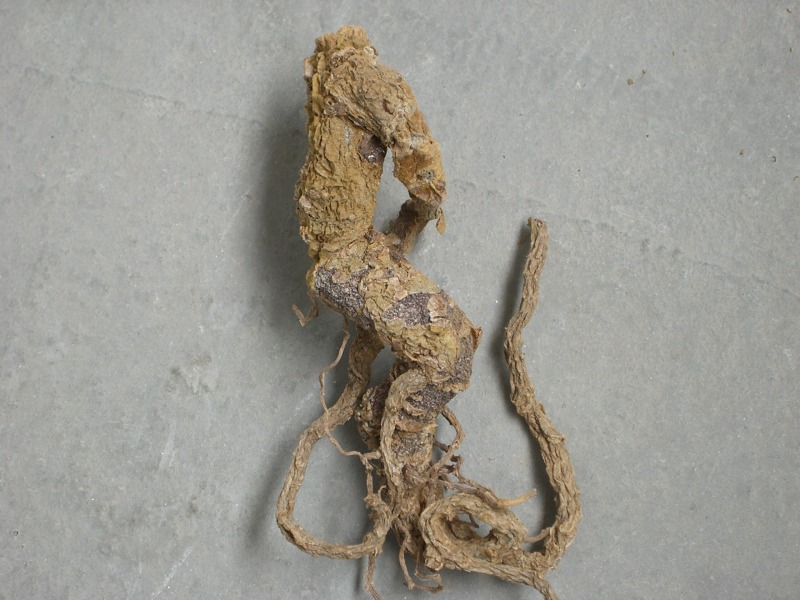
マンドレイクの根

雲南省、チベット、四川省の標高3,000m地帯に生息する、曼柁茄（M.caulescens）は、根が胃薬の材料とされている。

## 薬効
マンドレイクは地中海地域から中国西部にかけてに自生する。薬用としては Mandragora officinarum、M. autumnalis、M. caulescens の3種が知られている。ともに根にトロパンアルカロイドのヒヨスチアミン、クスコヒグリンなど数種のアルカロイドを含む。麻薬効果を持ち、古くは鎮痛薬、鎮静剤、瀉下薬（下剤・便秘薬）として使用されたが、毒性が強く、幻覚、幻聴、嘔吐、瞳孔拡大を伴い、場合によっては死に至るため現在薬用にされることはほとんどない。複雑な根は人型になるのもあり、非常に多く細かい根を張る事から強引に抜く際には大変に力が必要で、根をちぎりながら抜くとかなりの音がする。
春咲きの種（M. officinarum）と秋咲きの種（M. autumnalis）があり、伝説では春咲きが雄、秋咲きが雌とみなされたらしい。

### 古代ギリシア・ローマ

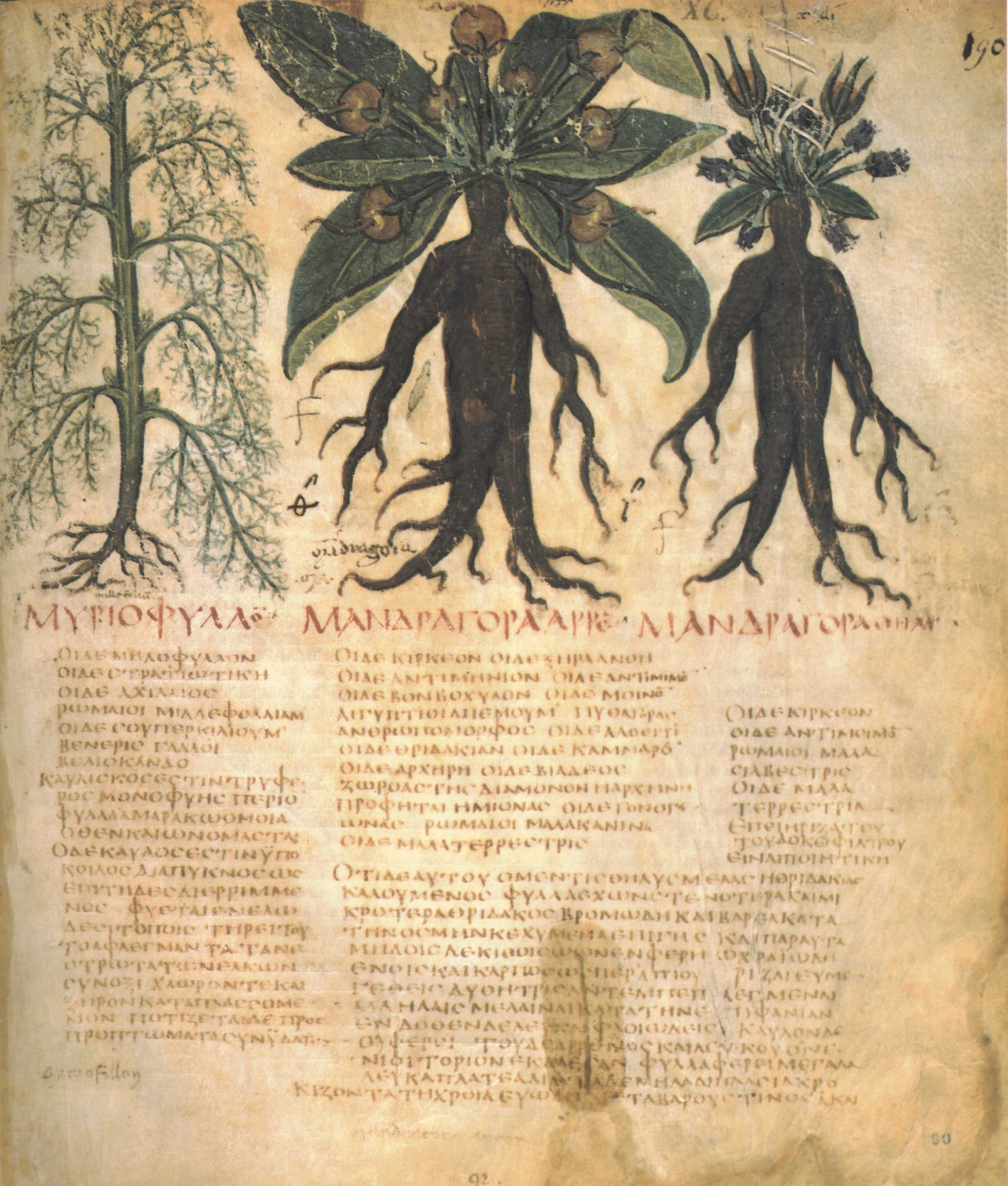
マンドレイク図と文。ディオスコリデス『薬物誌』―ナポリ国立図書館蔵写本、7世紀

テオプラストス（前287年頃没）『植物誌』には、マンドラゴラがある作法をもって採取せねばならないと綴られている。「剣でその[根]のまわりを三回(三重に)、円を描き、西を向きながら切りとる」とあり、また、二本目を採取するならば、採取者は踊りつつ、愛の神秘（性交）についてなるべく語り続けながら作業せねばならない。プリニウスも同様な作法を述べるが、テオプラストスの転載であろう。
ディオスコリデス『薬物誌』（1世紀）によれば、マンドラゴラは、麻薬、鎮痛剤、中絶薬に利用できた。また媚薬も調合できるとしていた。

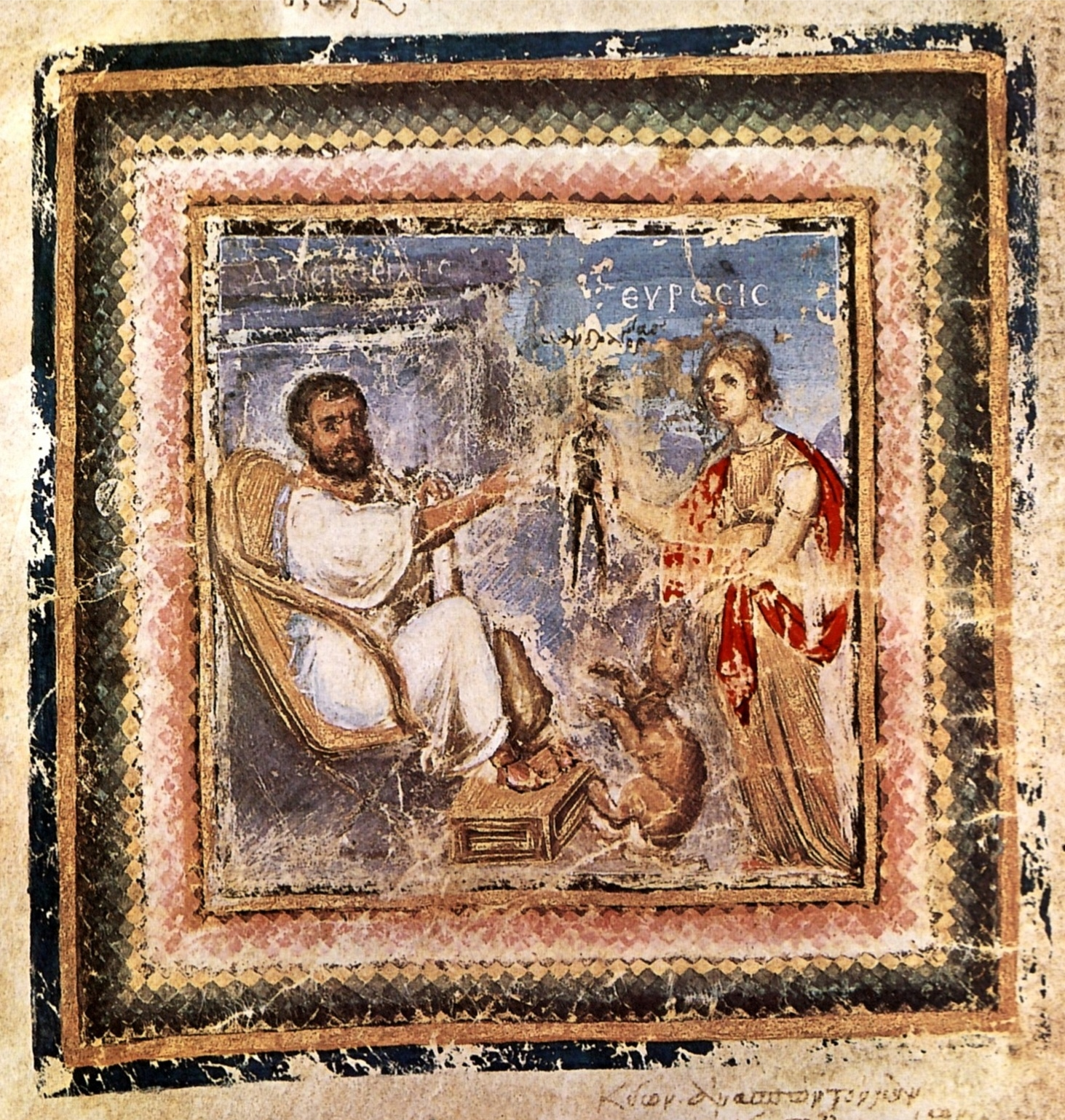
エウレシス（発見）が、マンドレイクをディオスコリデスに渡す図。繋がれた犬もみえる―ウィーン写本、6世紀初頭

ディオスコリデスは、「ある者は」手術の執刀前や焼灼止血前に、マンドラゴラ成分をワイン煮して抽出したものをひと杓ほど患者に服薬させるとしているが、ディオスコリデスはみずから医師でもあり、自分が処方した経験も含まれるとも解される。大プリニウスの『博物誌』も、身体を切開や穿刺するおりには痛みを鈍らせるためにこの汁を1キュアトゥス分量ほど患者に飲ませるものだ、としている。
マンドラゴラは、臭気が強いとされる。目薬の材料としても使われたとし、ヒッポプロモス、キルカエオン、アルセン、モリオンとも称すとする。
麻酔薬などの製法として、エキスを抽出させるが、色々な手段が使われたことが記載されている。ディオスコリデスは、根からたたき出したり傷つけて抽出した簡易製の汁（ὀπός）と、根をワインなどで煮出した汁（χύλισμα, χυλός）の名称を分けているが、プリニウスは「汁」（sucus）と一緒くたに呼んでいる。また、根から剥いだ皮を3カ月をかけて浸出させたり、果実を天日干しにして濃縮した汁を作るとしている。
ディオスコリデスは、マンドラゴラには男女の二種類があるとしたが、プリニウスもまた男のマンドラゴラが白、女のマンドラゴラが黒い色、としている。プリニウスは別の植物として、白エリュンギウム（エリュンゲ）、別名ケントゥムカピタ（「百頭」）についての項を設けているが、これはマンドラゴラと同定できるものとされる。こちらの根は、男女の生殖器そっくりであるとされ、男性がその陰茎のような根を入手すれば、女性を惹きつけることができるとする。レスボス島のパオンが男根状のエリュンゲ根を持っていたため、サッポーがこれに恋をしたとプリニウスは説く。
ギリシアの伝説には、メーデイアがイアーソーンに与えた膏薬油（火を吹く青銅製の蹄の牡牛から守るための特効薬）が、鎖につながれたプロメテウスの体液を養分とした薬草でできていた、という伝承があり、マンドラゴラとの類比が指摘される。

## 愛の神
古代ギリシャでは「愛のリンゴ」と呼ばれ、アプロディーテー（ウェヌス）に捧げられたとしている。また、愛の女神は「マンドラゴリィティース mandragoritis」の称号でも知られる。レンデル・ハリスもマンドラゴラにまつわる数々の伝承は、ウェヌス崇拝に帰結するという説を展開する
ウェヌス神話における「黄金のリンゴ」がマンドレイクであるとする説もある。

## 史実
史上ではカルタゴの軍勢が放棄して撤退した街にマンドレイク入りのワインを残してゆき、街に入ってきた敵軍が戦勝祝いにこのワインを飲み、毒の効能によって眠っている敵軍を皆殺しにして勝利を収めたマハルバルの軍功が伝わっている。その他にも、ツタンカーメンの墓に栽培する様子が描かれている。

## 旧約聖書
『旧約聖書』の『創世記』『雅歌』では「恋なすび」とも訳される。旧約聖書に現れるヘブライ語「ドゥダイーム」（dud̲āʾim דּוּדָאִים 、単数形：dud̲ā דודא）は「愛の植物」の意でマンドレイクの事とされる。これは、「女性からの愛」を指すヘブライ語「ドード」と関連すると考えられ、媚薬あるいは不妊症の治癒薬であったと考察される 。
関連するのはヘブライ語聖書の、『創世記』30章のいきさつである。ヤコブがもうけた子供十二人がイスラエル十二支族の祖になるわけだが、最愛の妻のラケルが不妊症であった。ヤコブは、最初の妻にラケルの姉レアをあてがわれていたので、そのあいだに長子ルベンがいた。その息子ルベンが恋なすびを見つけ、母親にゆだねた。ラケルが恋なすびを所望すると、レアは交換条件として、ヤコブと一夜共にすることを許すことを要求した。しかしラケルはもらった薬草の甲斐なく、レアの方が立て続けにヤコブと二男一女をもうけた 。ラケルは姉の多産を見せつけられるようにして、子無しの辛さを数年間、耐え忍んだが、ついに神が介入してヨセフを身ごもらせたとされる
。
また聖書では『雅歌』7章13節で性愛の修辞として登場する。

## ヨセフス
マンドレイクの収穫にはかなりの危険を伴うため、犬を繋いでマンドレイク（とみなされる植物）を抜かせるという方法がローマ帝国時代のユダヤ人著述家フラウィウス・ヨセフスの著書に記載されている。
ヨセフス『ユダヤ戦記』によれば、旧マカイロスの町（現今ヨルダン領）の北を囲む谷（ワディ・ザルカ・[マイン]）にバーラス（Baaras）という土地があり、やはりバーラスとよばれる根っこ（死霊にとりつかれた人の除霊に効くという）が生える。しかし"採ろうとする者おれど簡単にはいかず、手から遠のいて、静かに採取されるままにも応じない。女性の尿あるいは経血をかければ、[止まって応じるが]、そこで触れた者は必ず死んでしまう"。そこでうまく採取するためには、"根の廻りを掘って堀をめぐらせ、根のほんの少しだけ[先っちょ]が土に隠れたところで、犬をつなぐ。そこで犬をつないだ人間が離れると、犬は付いていこうとしていとも簡単に根を引き抜くが、たちまち死んでしまい、あたかも草を得ようとした人間の身代わりになったかのようである。その後であれば、怖れずとも手で触れても大丈夫である" 。
ヨセフスは、この根っこをミカン科ヘンルーダの一種だとしているのだが、このような採取法の既述は他にもみられるため、比較により、ヨセフスの草もマンドラゴラのことであろうと結論付けられている。

## キリスト教動物寓意譚

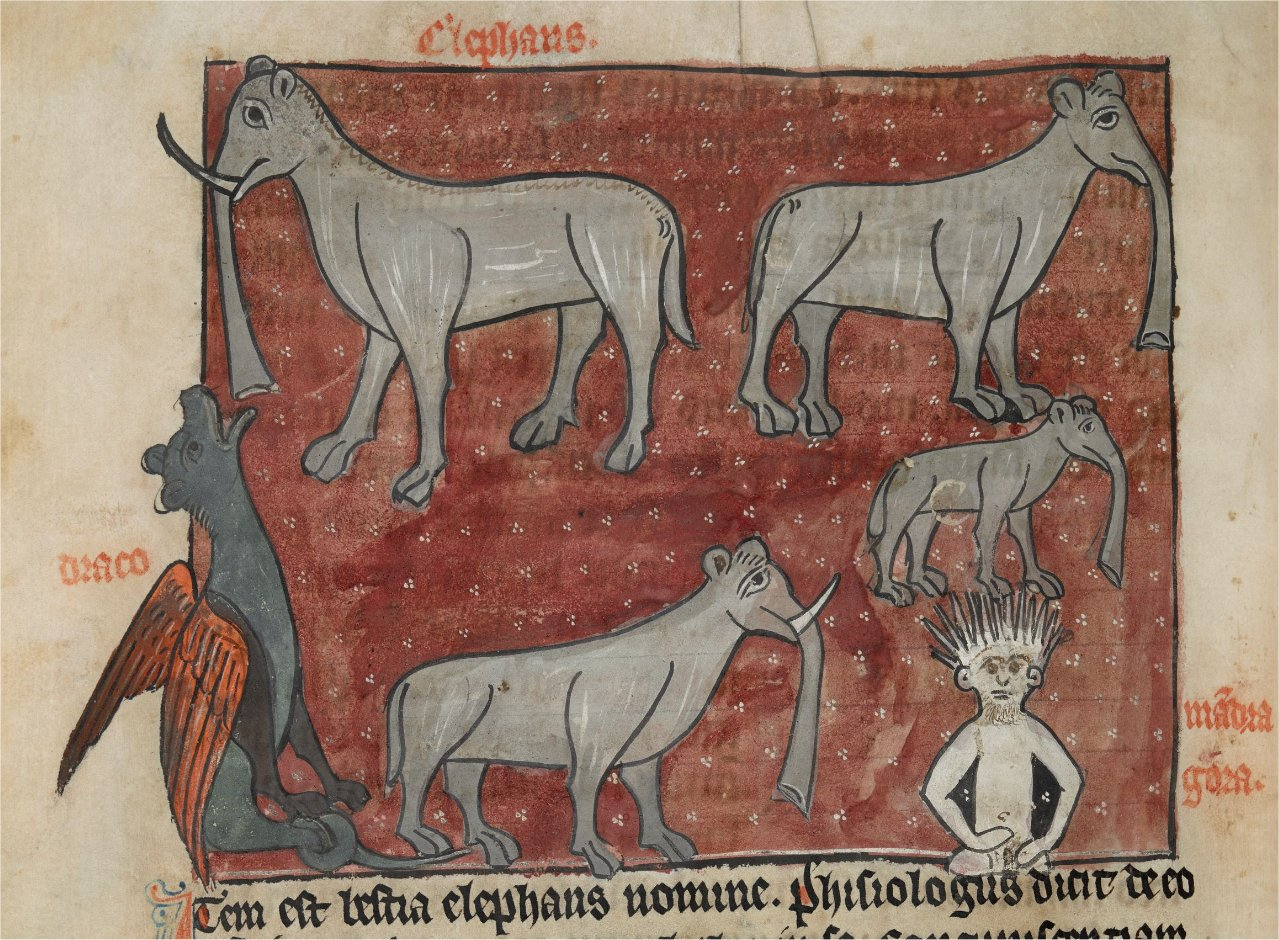
象、マンドラゴラ、竜。―《ベスティアリ》、大英図書館蔵 Sloane 278写本。

『フュシオロゴス』の「象」の項目によれば、雌ゾウは子を作ろうと思い立つと、この植物の自生地につがいを連れてゆく。雄ゾウはマンドラゴラを探しあてると発情し、これを雄に渡すとこれもさかりがついて、交尾する。すぐさま妊娠して子供ができるという。この象たちの図像は、スローン第278写本などにみつかる（⇒右図を参照）。 
フィリップ・ド・タンがアングロ＝ノルマン語で詩作した動物寓意譚、韻文体『動物誌』の（1130年以前）にも「マンドラゴール」の項がみえるが、二種類の根があること、採取は危険で触れずに犬に繋いで引き抜かせること、などが吟じられ、また、死以外のあらゆる病に効く万能薬だとしている。

## 伝承・伝説

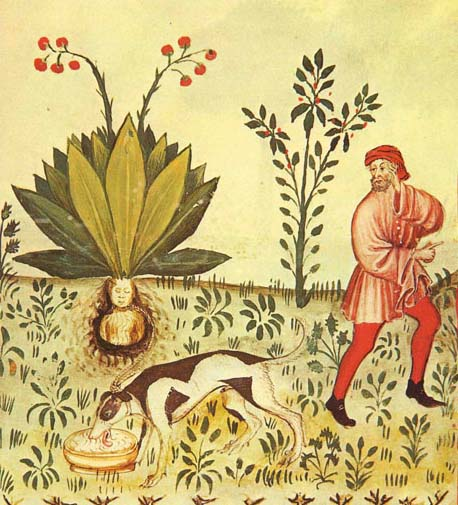
マンドラゴラと繋がれた犬。『健康全書』 (Tacuinum Sanitatis、1474)。

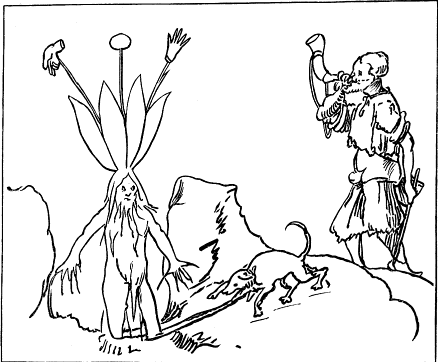
マンドレイクと堀回り、繋いだ犬。―中世の絵。ニュルンベルク市のゲルマン博物館に掛かっていた一幅の模写。リップマンの著書（1894）より

魔法薬や錬金術、呪術にも使われる貴重な材料であり、一説には精力剤、媚薬、または不老不死の薬の原料とも言われる。外見は人参に似た形状をしているが、地中に埋まっている先端部分が二股に分かれて足のようになっており、人間のようにも見えるという。マンドレイクは完全に成熟すると自ら地面から這い出し、先端が二又に分かれた根を足のようにして辺りを徘徊し始める。その容貌はゴブリンやコボルトに似て醜いものとされる。
中世ヨーロッパ（英国を含む）の伝承にも、マンドレイクの収穫には引き抜くと悲鳴をあげてかなりの危険を伴うため、犬に繋いでの採取法が語られたが、これはそもそも何世紀も前に、ローマ時代のヨセフスが記載した「バーラス」を犬で採取する方法（上記、 § ヨセフス）を継いでいる。
しかし、マンドレイクの根を引き抜くと悲鳴をあげるというのは、中世の脚色であり、古代ギリシアやローマの作家は言及しなかった事項である 。罪人の男の精液から生える（処刑場の絞首台に自生している）というのも、また中世の脚色である。罪人の体液から生まれるメーデイアの膏薬油（プロメテウスの体液を肥料にした薬草）にまつわる上述のギリシア伝説を流用したとも考えられる。
また、マンドレイクは夜になるとランタン灯のように光り輝くと、古英語の『本草書』（1000年頃、偽アプレイウスを基に拡充）に記載される。

### 採取法

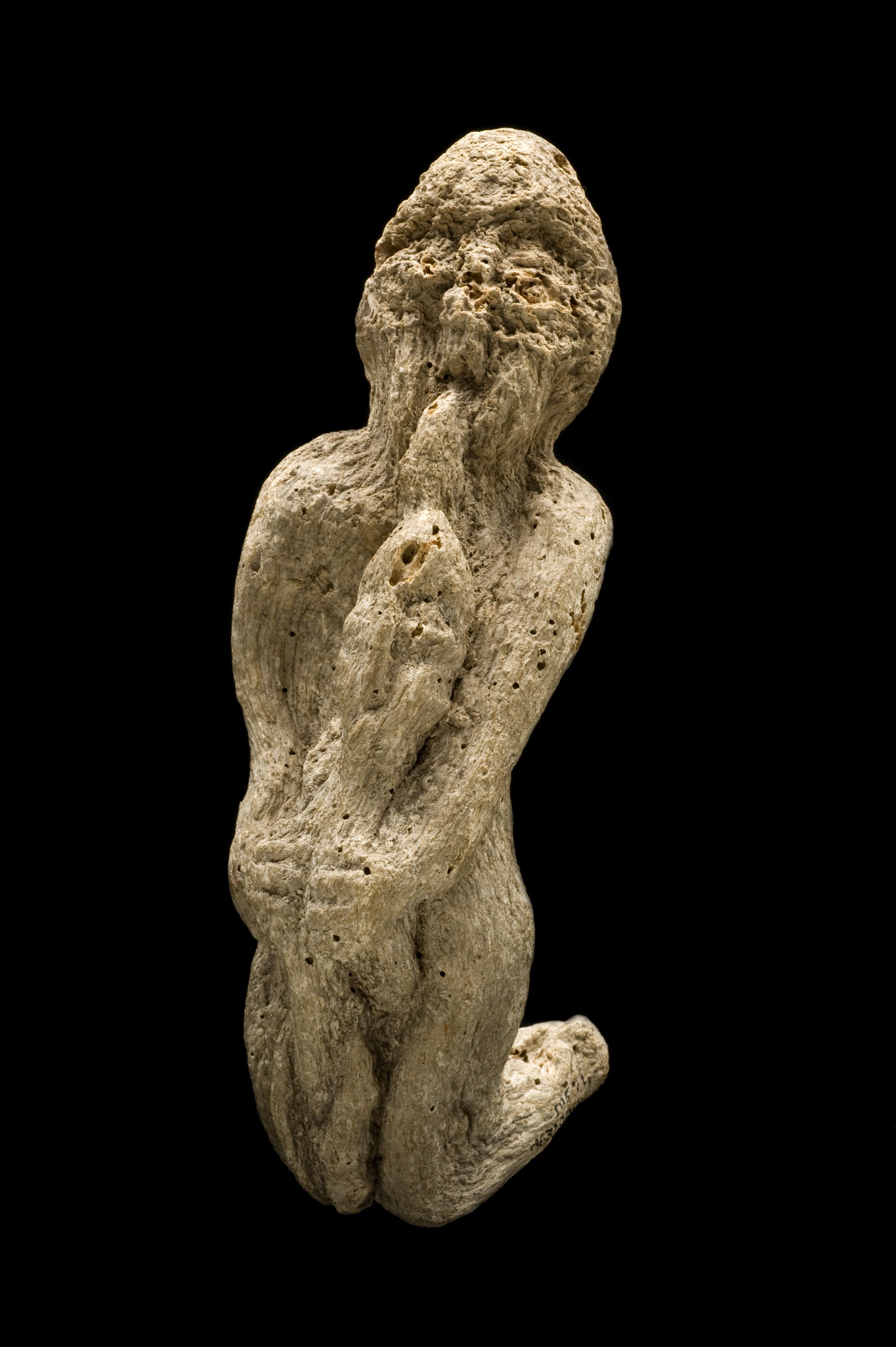
人型に彫られたマンドレイク、16–17世紀―イングランド王立外科医師会・ウェルカム博物館蔵

しかし中世ヨーロッパにおいては、地面から引き抜く際にすさまじい悲鳴を上げるとされており、この声を聞くと精神に著しいショックを受け、正気を失ってしまうといわれる。
その音の危険を犬に身代わりさせたマンドラゴラ採取方法が述べられる。ほぼヨセフスのくりかえしになるが、記述によっては設定などが微妙に違う。澁澤龍彦まとめは、ドイツの伝承に近いと思われるが、採集者はまず禁欲的な生活を長期間行った後で、自生地へ赴く。採集にあたり、性的に興奮させる言葉で植物をはやし立て、近づいた後、自分になついている黒犬を紐でマンドレイクに繋いで、自分は遠くへ行きそこから犬を呼び寄せる。すると犬は自分のもとに駆け寄ろうとするので、その勢いでマンドレイクが抜ける。犬は死んでしまうが、犬一匹の犠牲で無事にマンドレイクを手に入れることができるという方法で記載される。

### 代用植物
アト・ド・フリースによれば、ヨーロッパでは旧来、いわゆる恋茄子（ナス科マンドラゴラ属）ではなく、ユリ、バラ、ユキノシタ、ジャスミン、メロン、料理用のバナナ、キイチゴの根、またランのうち球根が男根（形状と臭気）に似る種類、また別種のロバの耳のような形をするものがマンドレイクだとされたという（ § アルラウンもどきも参照）。

### アルラウネ
マンドレイクの異称としてドイツにアルラウン （Alraun）、女性形アルラウネ（Alraune）があるが。また異表記や異名にはアララウン、アルリュネケン、エルトメンヒェン（erdmännchen「大地の小人」）、ガルゲンメンライン（galgenmännlein、「絞首台のこびと」などがある。
「アレリュンレン」（allerünren）(またはアレリュンケン allerünken）ディートマルシェン地方の方言の呼称（標準語の指小形は alrünchen）だが、採集された説話によれば、ふだんは鍵のかかった櫃のなかに入れられた人形で、これに触れた者が、その後で捏ね粉（パン生地）をこねると、かさが何倍にも増量するとされた。
同様な呪術人形の総称にグリュックスメンヒェン（glücksmännchen 「幸運のこびと」）があり、持ち主に福と富をもたらすが:319、グリム注によればグリュックスメンヒェンは"仰々しく着せ替えさせられた"蝋人形だという。また「メネローケ」（mönöloke）といって、悪魔の名にかけて着せ替えさせる人形があるが、これもアルラウンの類型か同系に扱われる。

#### ドイツ語語釈
中高ドイツ語でもアルルーネ（alrûne）として知られ、それ以前に古高ドイツ語の語彙集にも、アルルーナ（alruna, alrûna）、アルルーン（alrûn）という単語が充てられることから、伝承の古さがうかがわれる。
『ドイツ語語源辞典』によれば語源は諸説あり、まず女性人名の古高ドイツ語 Al(b)rin, 古英語 Ælfrūn, 古ノルド語 Alfrún と関連付けられており、Alb, Alp 「夢魔、エルフ」とraunen「囁く」の合成語とされる。より説得性があるが、決定的でないとされるのが、 *ala- 「すべて」と *rūnō 「秘密」と合わせて「大いなる秘密」という意味だった、という説である。
ヤーコプ・グリムは、『ドイツ神話学』では、元は巫女のように予言能力がある悪魔的な精霊の意味だったものが、宿根草の魔除けの意味に転じたのではないかと推論している。

#### ドイツ伝承
このアルラウネ人形には、持ち主に幸運や富をもたらすお守りのような力があると迷信されてきた:319。
しかしマンドラゴラの本種はドイツに自生しないため、アルラウネは、真正のマンドレイクではなく、従来より別の植物の模造品が作られていたと16世紀の文献にも見つかる。それによれば、「偽マンドレイク」とも呼ばれるウリ科植物（ブリオニア属）の根や、籐や竹のような材質の根茎を使っていたという（以下、 § アルラウンもどきに詳述）。
こうしたドイツの博物学者らもマンドラゴラ（アルラウネ）の採取に犬を犠牲にする方法を転載しているが、あえて「黒い犬」でなくてはならないとしている。そこからドイツの著名な文学作品にも載ることとなり、これらをさらにグリム兄弟が『ドイツ伝説集』第84話（原・[83話]）にまとめている。グリムまとめでは、黒犬の尻尾に繋ぐとするが、これは必ずしも原資料にないし、上掲の絵図にも合致しない。
また、ドイツ文学には、絞首刑者の滴らせた精液等のもとに生えるという発生条件について、独自の脚色がみられる。グリム兄弟編「アルラウン」の一資料（グリンメルスハウゼン、1673年）によれば、ただの絞首刑者では駄目で、捕まったのが代々遺伝の盗賊 (Erbdieb) 家系の血筋であり、なおかつ母親がそいつを身ごもったときに盗みを働いた、または窃盗衝動を催したことがあり、本人が縛り首になったときはまだ童貞のままで、そいつが水（体液）を垂れ流すと、そこに「ガルグン＝マンレ Galgn-Mänl〔ママ〕」が生えるという。さらには、その植物は「絞首刑にされた大盗賊 (Erzdieb) の魂とその精子や尿が集まって」できるのだとしている。
異聞では、実際には無実なのに泥棒として縛り首にされた者が、その痛みと拷問ゆえに流した水（小水？）の元に, オオバコのような葉をした黄花の植物が生えるのだという。これは金曜日の夜明け前、耳に綿を詰めさらに蝋やピッチでふさいだ準備をし、その草の上で十字を三回切れば、それだけで採取できるという。
そうして手に入れたアルラウネを赤ブドウ酒できれいに洗い、紅白模様の絹布で包み、箱に収める。アルラウネは毎週金曜日に取り出して風呂で洗い、新月の日には新しい白シャツを着せなければならないと、グリム兄弟はまとめるが、原資料によって相違や齟齬がみられる。
アルラウネの御利益や恩恵だが、この人形にいろんな質問をすると、この植物は未来のことや秘密のことを教えてくれるので、幸福や裕福さが舞い込むのだという説明もみえる。または、人形に載せて収めた貨幣を倍返しにしてくれるという伝承もあるが、あまり欲張ってはならず、無理をさせると力が弱って死んでしまう。ドゥカート金貨だとたまに成功する程度だが、リスクを抑えて長持ちさせるなら半ターラー銀貨がほどよい限度とされる。あるいは人形の持ち主は「皆が友となり、貧乏は知らなくなり、子が無くても子宝を授かる」とする。
持ち主が死ぬと、末の息子がこれを相続する。そのとき父の棺にはパンの切れ端と一枚の貨幣を入れなければならない。しかし末息子が父より先に死んだら所有権は長男のものとなる。このときも末息子の棺にパンの切れ端と貨幣をいれなければならない。

#### アルラウンもどき

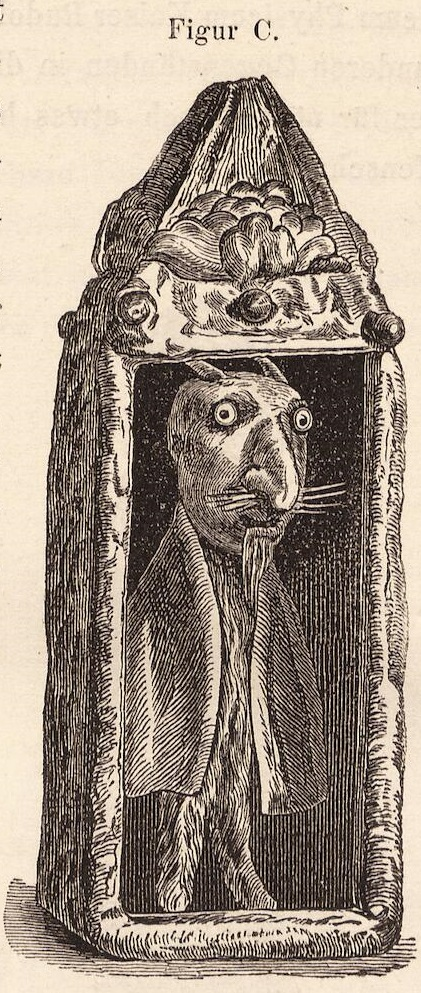
箱入りアルラウン―Karl Lemann 旧蔵（個人）、現ゲルマン国立博物館蔵

アルラウンもどき、すなわちドイツに自生する植物を代用して偽造については、マッティオリの本草書（ドイツ語版、1563年）にみえる。
材料は、ひとつには葦・竹・籐のような材質植物の根茎（Rhorwurtzlen, 標準綴り：Rohr-Wurzel）が挙げられる。もうひとつの材料としては、英名で "false mandrake (偽マンドレイク)" とも呼ぶウリ科ブリオニア属の根 (Brionienwurtz) だが、これはアルバ種であることが特定できる。なぜならばマッティオリによれば、ドイツに生えるのは黒い実生ののもの（赤い実生のものではない）とするので、この種の特定が可能なのである。また、プレトリウスはこの書を引きつつ、ドイツ名ギヒトリューベ（Gichtrübeを充てており、これはアルバ種に相当する。
ともかくこうした植物を材料として、人らしいかたちに切りこんで整形し、植え戻してしばらく置く。また、木串の先のようなもので穴を無数に開けて雑穀の粒を埋め込んでから植え戻して毛髪が生えたようにこしらえるという。
アルラウンに使われた代用植物は、他にもアヤメ属やリンドウ属の根、キジムシロ属 (Blutwurz) があり、さらにはネギ亜科ギョウジャニンニクの近縁種（ドイツ名：Allermannsharnisch、学名：Allium victorialis ）が挙げられている:316。 
旧ヴィーンのカール・レーマン氏旧蔵（現：ニュルンベルク市ゲルマン国立博物館蔵）のアルラウン（右上図参照）は、昔の鑑定では頭部がブリオニア属、胴体はギョウジャニンニク近縁種 Allium victorialis であろうとされている。
一対のアルラウネは、オーストリアの帝国立図書館（国立図書館）で保管されてきたが、自然の根っこのままの標本とされ、神聖ローマ皇帝ルドルフ2世（1612年没）の所持品だった。
また、アルラウネは必ずしも植物の根であるというわけではなく、家の精霊コボルトと混同されて「小さな人形」であったり「小動物」であったりすることもある。いずれにしても入手困難で世話も大変である。

#### ドラク
家の精霊コボルトは、ところどころの地域でアルラウン（アルラウネ）とも呼ばれる。また、ドラクとも呼ばれるが、マンドレイクや竜の伝承と関わり合いができている（以下詳述）。
「ドラク」は本当は「マンドラゴラ」の短縮・転訛によってできた名称であるが、名称が「ドラゴン」に似ているため、民間伝承も火竜（や「火男」）に寄せるようになった、と考察される。まず、「ドラク」という低地ドイツ語の名称が、スイスにも持ち込まれて使われるようになった。そしてスイスでは家の精霊の伝承に、マンドレイクや「野の竜」（タッツェルヴルムなど）の要素が加わって混ざったとされている。
名前こそ「アルラウン」だが、説話では飛ぶことができ、金の卵などを産む鳥（鶏）である話例が挙げられるが、それらは「竜」に見立てることができるとハインリヒ・マーツェルは、『ドイツ俗信事典』（HdA）はみなしている:47) 。挙げた例はいずれもスイスの説話で、ひとつは何の動物か不特定の「アルロインヒェン」（Alräunchen）が、クール町はずれのホッホヴァング山麓の森に住むというもの話である。もうひとつは、アルルーネが赤い鶏冠などの色彩の鳥で、持ち主の裕福は、この鳥が毎日１ターラー貨幣を作って（産んで）いたのだと噂されていた。

### 栄光の手
フランスでもマンドレイク、すなわちマン＝ド＝グロワール（main-de-gloire、"栄光の手")が、ジベット（処刑人の骸を入れる篭のようなもので、これを公開して吊るす）の下に生えるという伝承がある。
ガリア地方では、「樫の樹」の根の辺りにも生えるといわれた。澁澤龍彦は、ジャンヌ・ダルクが、ドンレミ村の「妖精の樹」の周りに自生するマンドレイクを常に所持していたという伝説を紹介している。
フランスの碩学サント＝パレ（1781年没）が、農夫から聞き取った体験談として、ヤドリギが生える樫の木（gui de chêne）の根元にマン＝ド＝グロワールがいて、これを飼っていたが、モグラの一種という認識だった。これは毎日きちんとパンや肉などの餌を与えないと災いとなり、話者の知人はこれを怠って二人も死んだという。しかし、その見返りに、与えた餌は、ヤドリギ類翌日には倍量/倍価値でもどってくる（金銭でも倍増する、と解釈される）。よって飼い主の財は増え続けるという。
健部伸明編『幻獣大全』によれば、「マンドラゴール」はイギリス人もが「栄光の手」（hand of glory）として知ることとなり、そしてこの栄光の“手” が、「死刑囚」のそれを乾かしたものであり、それに蝋燭を持たせるかそれ自身へ火（これは牛乳でなければ消えないとされる）をつける事によって、あたりじゅうの物を深い眠りに落すことができるとされることになったという。『幻獣大全』では、栄光の手伝承の「ミルク」「死刑囚の一部分」という点などを「ドイツでの(アルラウネの)伝承に符号」していると指摘しているが、南方熊楠は、マンドレイクについての発光する性質を指摘し、「悪魔の蝋燭」というアラブ人の呼称、「夜は蝋燭ほど燃える」とある10世紀ころのイギリスの文献の記述、「夕方は強く輝く」というユダヤ人の伝承を羅列している。

### 中国への伝搬
ヨセフス以降に書かれた犬を用いてこの危険な薬草を採取する話は、宋代の周密 （13世紀）が、麻酔植物を採るための「回回国」（すなわち回教国、イスラム教圏）より西の地方の慣習として紹介しており、その薬草名「押不蘆 ya-pu-lu」がペルシャ語やアラビア語でマンドレイクを意味する「ヤブルー」（yabruh; يبروح）の音写であろうと南方熊楠や、のちにベルトルト・ラウファーなどが考察した。南方は、パレスチナ辺で「ヤブローチャク」と呼びならわすことから、これは恐らく宋代末期から漢代初期にかけての期間に、アラビア半島から伝播したマンドラゴラに関する記述であると指摘する。
なお、マンドレイクは現代中国語では「茄参」（繁体字: 茄蔘、簡体字: 茄参、拼音: qiéshēn）と呼ばれる。

## 近似名称の植物
仏法典に出てくる「曼荼羅華」やチョウセンアサガオの別名「マンダラゲ」とは全く関係がない。また、アメリカやカナダで Mandrake といえばポドフィルム（メギ科、和名：アメリカハッカクレン）のことであり、これもまた全く別属別種の薬用植物であり、区別のため「アメリカン・マンドレイク」（American Mandrake）と呼ばれることがある。
南方熊楠は、『本草綱目』に「押不蘆」の次に曼荼羅華がある点から誤解される旨を指摘し、「マンドラゴラは薬だがマンダラゲは毒」として区別しているが、アト・ド・フリース『イメージ・シンボル事典』、ジャン・シュヴァリエ『世界シンボル大事典』（930頁）、大プリニウス『博物誌』（1085頁）では、「MANDRAGORA」「MANDRAKE」「MANDRAGORE」の訳語が、「マンダラゲ」である。

### 創作
想像上のマンドレイクやアルラウネは、古くから様々な創作物に登場してきた。シェイクスピアの『オセロー』で睡眠薬を指す修辞として、また『ロミオとジュリエット』では、「墓に生え、引き抜いたものがその植物の叫び声で発狂する」物として描かれる。
湯浅信之はジョン・ダンの詩で出るマンドレイクを「恋茄子」と訳している。
また、主人公が、身持ちの固い女性と不義密通を行う目的で、マンドレイクを調合した薬を使用するニッコロ・マキャヴェッリの『マンドラゴラ』などの演劇、アヒム・フォン・アルニム『エジプトのイサベラ』やジャン・ロラン『マンドラゴール』などの小説のみならず、音楽の世界でも採用されている。フランスの現代音楽の作曲家トリスタン・ミュライユのピアノ曲『ラ・マンドラゴール』は、この植物を題材としている。
RPGなどのロールプレイングゲームに登場するアルラウネは、上半身が人間で下半身が花や植物の根っこの体を持つモンスターとして登場する事が多い。
ドイツのハンス・ハインツ・エーヴェルスは、絞首刑になった男の精液から生じるという伝承を発展させて、枢密顧問官ヤコプ・テン・ブリンケンにより死刑囚の精液と赤髪の娼婦アルマ・ラウネを使った人工授精で作られた美少女アルラウネ・テン・ブリンケンが、周囲を破滅させてゆくというゴシックホラー小説『アルラウネ』（1911年）を書いた。同作の中では、その植物について「マンダラゲともいう」と書かれる。ヒロインは誕生時に絶叫する。
J・K・ローリングの『ハリー・ポッターと秘密の部屋』に登場するマンドレイクは、強力な治療薬の効能を持つ、解毒剤の主成分として設定される。

## ギャラリー

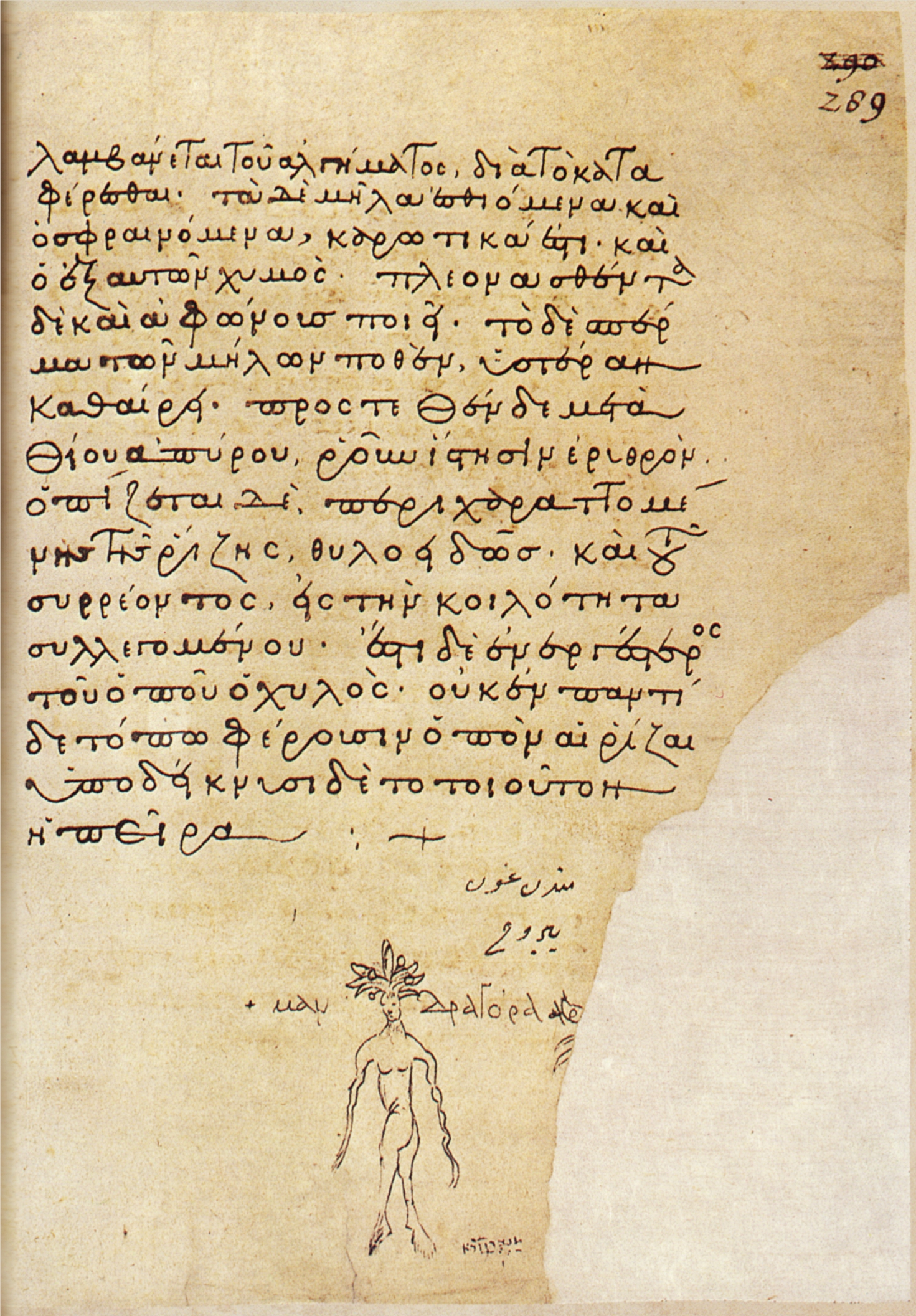
ギリシア語で書かれた『薬物誌』の1ページ
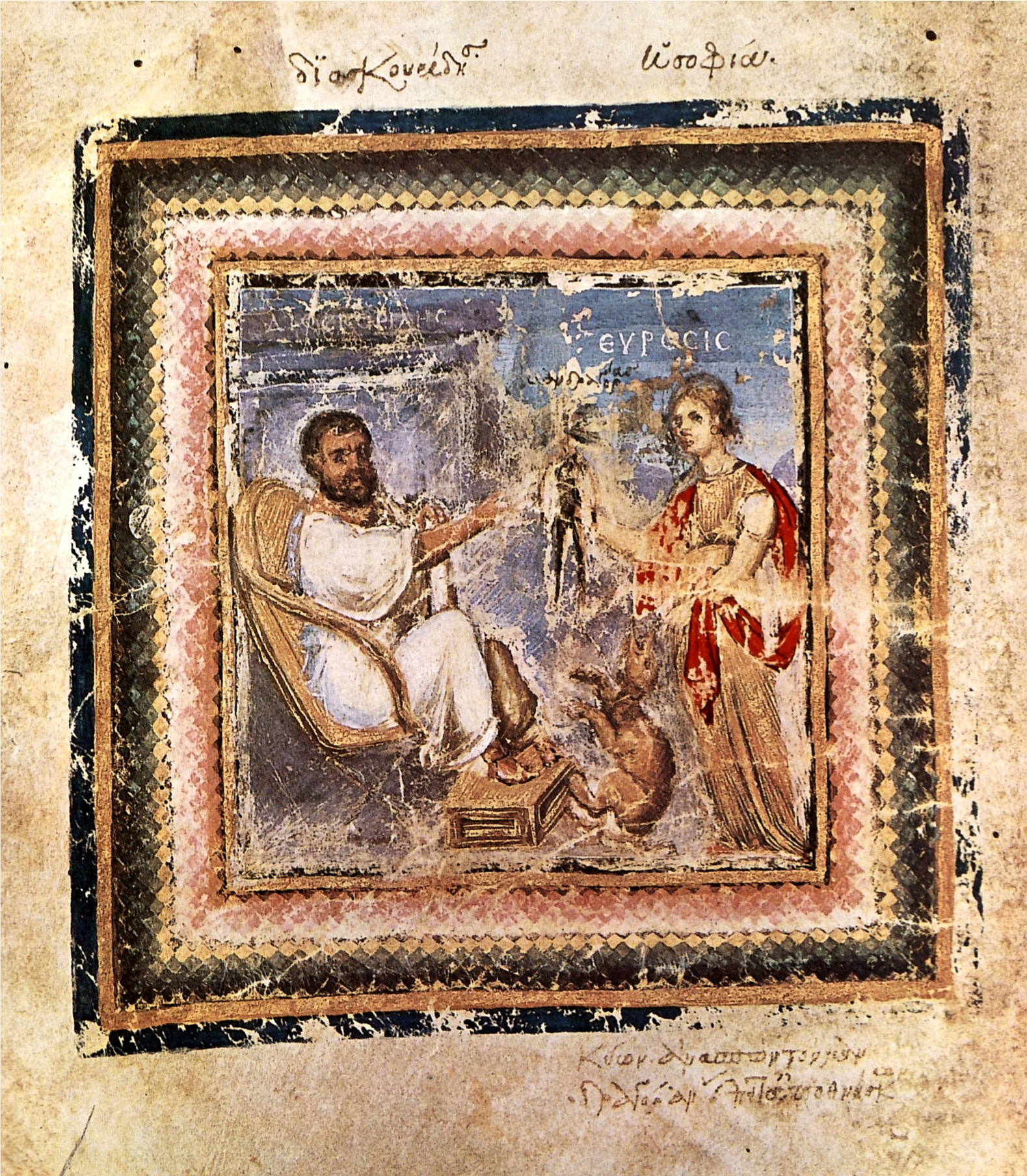
ウィーン・ディオスコリデスの挿絵
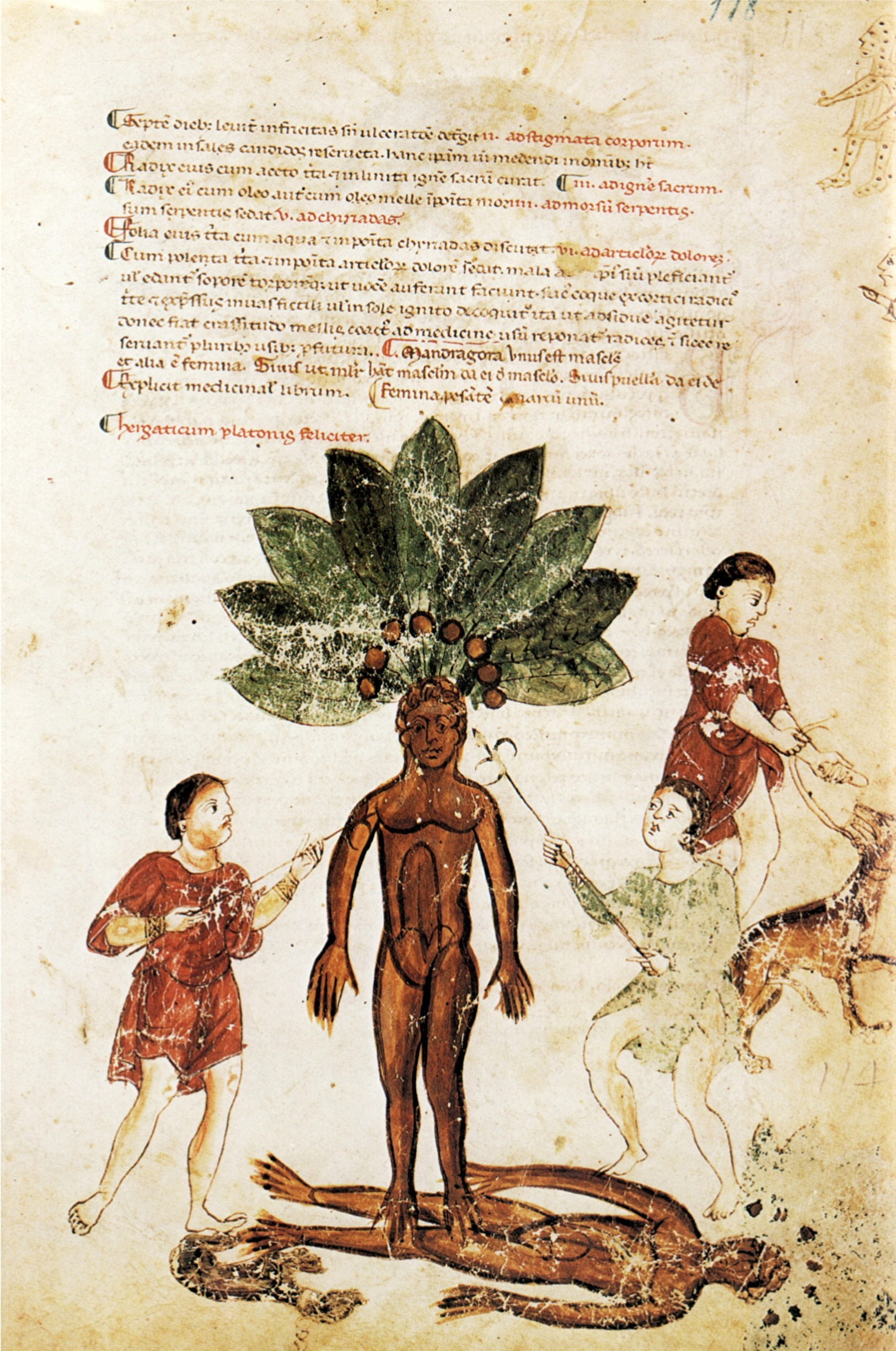
古代医書の１ページ